# كانتلي (كيبك)
كانتلي (بالإنجليزية: Cantley, Quebec)‏ هي بلدية محلية في كيبيك تقع في كندا في Les Collines-de-l'Outaouais Regional County Municipality. يقدر عدد سكانها بـ 10,412 نسمة ومساحتها 134.10 كم2 .

## المدن التوأمة
مدينة Ornans هي مدينة توأمة لـكانتلي (كيبك).